# Atef-Khent (nomós XIII)
Atef-Khent (literalment, el magraner de dalt) fou el nom del nomós XIII de l'Alt Egipte. La capital fou Saut (Licòpolis, avui Asyut). Els déus principals eren Wepwawet (amb temple a Saut) i Anubis.